# Frösjön
För andra betydelser, se Frösjön (olika betydelser).
Frösjön är en sjö i Gnesta kommun och Södertälje kommun i Södermanland som ingår i Trosaåns huvudavrinningsområde. Sjön är 5,8 meter djup, har en yta på 3,46 kvadratkilometer och befinner sig 9,1 meter över havet. Sjön avvattnas av vattendraget Trosaån (Sättraån). Vid provfiske har bland annat abborre, björkna, braxen och gers fångats i sjön.

## Allmänt
Frösjön är belägen mellan Stockholms och Södermanlands län. Norr om sjön återfinns Klämmingen. Frösjön avvattnas via Sigtunaån till Sillen, och därifrån via Trosaån rinner vattnet till Östersjön. På Frösjöns västra strand ligger Frustuna kyrka, öster om sjön ligger Wisbohammar och söder om sjön ligger Gnesta. 
I Frösjön ligger två öar: Prästön och Fruktön. På den senare anlades Södertuna slott med rötter tillbaka till medeltiden. Fruktön är numera nästan helt igenväxt med fastlandet.

## Fisk
Vid provfiske har följande fisk fångats i sjön:
- Abborre
- Björkna
- Braxen
- Gärs
- Gädda
- Gös
- Löja
- Mört
- Sutare

## Delavrinningsområde
Frösjön ingår i delavrinningsområde (654781-158500) som SMHI kallar för Utloppet av Frösjön. Medelhöjden är 29 meter över havet och ytan är 33,91 kvadratkilometer. Räknas de 43 avrinningsområdena uppströms in blir den ackumulerade arean 350,92 kvadratkilometer. Avrinningsområdets utflöde Trosaån (Sättraån) mynnar i havet. Avrinningsområdet består mestadels av skog (38 procent), öppen mark (12 procent) och jordbruk (30 procent). Avrinningsområdet har 4,21 kvadratkilometer vattenytor vilket ger det en sjöprocent på 12,4 procent. Bebyggelsen i området täcker en yta av 2,01 kvadratkilometer eller 6 procent av avrinningsområdet.